# Trestonia albilatera
Trestonia albilatera là một loài bọ cánh cứng trong họ Cerambycidae.